# 三宅剛一
三宅 剛一（みやけ ごういち、1895年1月1日 - 1982年10月8日）は、日本の哲学者。専攻は臨床哲学・倫理学。文学博士（京都帝国大学）。長男は歴史学者の三宅正樹。

## 生涯
岡山県浅口市鴨方町益坂出身。旧制私立金光中学校（現：金光学園中学校・高等学校）、旧制第六高等学校（現：岡山大学）を経て、1916年に京都帝国大学哲学科に進み西田幾多郎、朝永三十郎、波多野精一に学ぶ。卒業後は旧制新潟高等学校（現：新潟大学）や東北帝国大学理学部の教授を歴任した。ドイツにも留学し、フライブルク大学でフッサールから現象学の手法を学んだ。1943年「学の形成と自然的世界：西洋哲学の歴史的研究」により京都帝国大学文学博士。戦後は1949年に新制大学となった東北大学文学部教授、1954年母校京都大学に招かれ文学部哲学科教授。1958年京都大学を定年退官してからは学習院大学教授も務めた。1960年から4年間、日本哲学会会長の任にあった。1968年日本学士院会員。

## 栄典
- 1969年（昭和44年）4月29日 - 勲二等瑞宝章[5]
- 1982年（昭和57年）10月8日 - 従三位[6]

## 著書
- 『学の形成と自然的世界：西洋哲学の歴史的研究』弘文堂書房 1940年、みすず書房 1973年
- 『数理哲学思想史』弘文堂書房 1947年
- 『ハイデッガーの哲学』弘文堂（アテネ新書）1950年、新版刊 1975年
- 『十九世紀哲学史』弘文堂（アテネ文庫）1951年
- 『人間存在論』勁草書房 1966年、講談社学術文庫 2008年
- 『道徳の哲学』岩波書店 1969年
- 『芸術論の試み』岩波書店 1973年
- 『時間論』岩波書店 1976年
- 『哲学概論』弘文堂 1976年
- 『経験的現実の哲学』弘文堂 1980年
- 酒井潔 編『三宅剛一：人間存在論の哲学』燈影舎〈京都哲学撰書；23〉、2002年。
- 酒井潔・中川明博 編『ドイツ観念論に於ける人間存在の把握』学習院大学〈学習院大学研究叢書〉、2006年。

## 関係論文
酒井潔「西田幾多郎と三宅剛一 ：『歴史』ということをめぐって」『西田哲学会年報』第5号、西田哲学会事務局、2008年、21-43頁、doi:10.32133/jnpa.5.0_21。